# Frank-Henning Florian
Frank-Henning Florian (* 18. November 1955 in Braunschweig) ist ein deutscher Versicherungsmanager. Er war von 2004 bis 2017 Vorstandsvorsitzender der Personenversicherungsgesellschaften der R+V Versicherung.

## Leben
Florian studierte Mathematik und Informatik. Seine Laufbahn in der Versicherungsbranche begann mit seinem Eintritt bei der Allianz Lebensversicherung AG in Stuttgart 1983. Danach war er bei der DBV-Winterthur tätig, wo er Vorstandsvorsitzender der DBV-Winterthur Lebensversicherung AG wurde.
Am 6. Januar 2004 wurde er in den Vorstand der R+V Lebensversicherung AG berufen. Am 1. Mai 2009 wurde er als Nachfolger von Rainer Sauerwein Vorstandsvorsitzender der Personenversicherungsgesellschaften der R+V Versicherung. Zusätzlich ist er Aufsichtsratsvorsitzender des R+V Gruppenpensionsfonds und der Optima Pensionskasse AG sowie Leiter des Verwaltungsrats der R+V Luxembourg Lebensversicherung SA. Ende 2017 trat er auf eigenen Wunsch in den Ruhestand.